# Ruch Patriotyczny (do 2023 Liga Obrony Suwerenności)

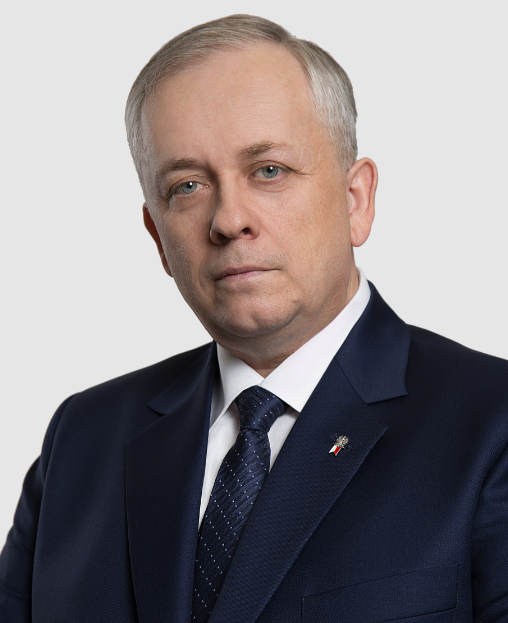
Wojciech Podjacki – przewodniczący Ruchu Patriotycznego

Ruch Patriotyczny (RP) – polska partia polityczna założona 3 maja 2002 w Gdańsku z inicjatywy Wojciecha Podjackiego, zarejestrowana 26 września 2002 przez Sąd Okręgowy w Warszawie. Do 29 sierpnia 2004 nosiła nazwę Liga Obrony Suwerenności Polski (LOS Polski), następnie do 6 sierpnia 2023 Liga Obrony Suwerenności (LOS).
LOS utworzyli działacze wcześniejszego Polskiego Frontu Narodowego (skupiającego działaczy wcześniejszych m.in. Narodowego Frontu Polskiego pod przewodnictwem Wojciecha Podjackiego i Związku Białego Orła) oraz innych środowisk o charakterze narodowym z Pomorza, Śląska i Mazowsza.
Siedziba władz organizacji mieści się w Gdańsku. Za swojego patrona organizacja uznała króla Bolesława Chrobrego. Dzień 18 kwietnia (data koronacji Bolesława Chrobrego na króla Polski w 1025) jest obchodzony jako święto ugrupowania. Partia wydawała pismo społeczno-polityczne „Polski Szaniec” oraz Biuletyn Informacyjny „Patriota”.

## Historia

### 2002–2004
Krótko po swoim powstaniu Liga Obrony Suwerenności Polski wzięła udział w wyborach samorządowych 27 października 2002. Przewodniczący Wojciech Podjacki został kandydatem na prezydenta Gdańska (zajął przedostatnie, 10. miejsce). Działacze partii startowali też do rady tego miasta.
Partia wzięła aktywny udział w kampanii przed referendum, które odbyło się 7 i 8 czerwca 2003, w sprawie wstąpienia Polski do UE. Prowadziła szeroką zakrojoną działalność informacyjną mającą na celu przekonanie głosujących do zajęcia negatywnego stanowiska wobec akcesu Polski do Unii. Z inicjatywy Wojciecha Podjackiego i pod egidą LOS 11 listopada 2003 powstał Komitet Obrony Suwerenności Polski, przekształcony później w Konfederację Polski Suwerennej. Komitet skupiał kilkanaście organizacji narodowych, które sprzeciwiały się wejściu Polski do UE oraz ogłosiły bojkot wyborów do Parlamentu Europejskiego, które odbyły się 13 czerwca 2004. 29 sierpnia 2004 z nazwy partii usunięto człon „Polski”.

### 2005–2010
LOS wzięła udział w wyborach parlamentarnych 25 września 2005. Partia weszła w skład Komitetu Wyborczego Ruch Patriotyczny, w ramach którego sprzymierzyła się z Ruchem Odbudowy Polski, Ruchem Katolicko-Narodowym oraz Przymierzem dla Polski. Ruch Patriotyczny uzyskał 1,05% głosów. Po wyborach LOS postanowiła kontynuować samodzielną działalność polityczną. W wyborach samorządowych 12 listopada 2006 w Gdańsku LOS weszła w skład Komitetu Wyborczego Wyborców „Solidarny Gdańsk”, natomiast w innych rejonach kraju działacze partii kandydowali z list lokalnych komitetów o charakterze narodowym. W wyborach parlamentarnych w 2007, ani w wyborach do Parlamentu Europejskiego w 2009 partia nie wzięła udziału.
20 września 2009 LOS podpisała porozumienie o współpracy ze Stronnictwem Ludowym „Ojcowizna”, a 2 grudnia ze Stronnictwem Narodowym im. Dmowskiego Romana. W 2010 zawierała kolejne porozumienia o współpracy z ugrupowaniami o charakterze narodowym – m.in. z Ruchem Ludowo-Narodowym, Polskim Ruchem Uwłaszczeniowym, Obozem Narodowo-Radykalnym, Obozem Wielkiej Polski i Domem Ojczystym. Nie poparła żadnego kandydata w wyborach prezydenckich. W sierpniu 2010 weszła w koalicję przed wyborami samorządowymi z Samoobroną RP, Ligą Polskich Rodzin, Domem Ojczystym, Prawicą Rzeczypospolitej i Stowarzyszeniem „Kupcy znad Motławy”, tworząc Komiet Wyborczy Wyborców „Solidarny Gdańsk”. Szef LOS Wojciech Podjacki został kandydatem tego komitetu na prezydenta Gdańska, zajmując przedostatnie, 6. miejsce.

### 2011–2014
W wyborach parlamentarnych w 2011 LOS zarejestrowała 4 kandydatów do Senatu. Zostali nimi: Ryszard Streich w okręgu bydgoskim, Andrzej Jerzy Grabowski w okręgu białostockim, Wojciech Podjacki w okręgu gdańskim i Anna Konklewska w okręgu elbląskim. Wszyscy w swoich okręgach wyborczych zajęli ostatnie miejsca.
Na przedterminowe wybory samorządowe w Elblągu LOS zawarła porozumienie z Solidarną Polską, na mocy którego wystawiła z jej listy kandydata na radnego miasta (Solidarna Polska nie zdobyła mandatów).
Działacze partii nie wystartowali w wyborach do Parlamentu Europejskiego w 2014. Grupa z nich wzięła natomiast udział w wyborach samorządowych w tym samym roku, startując z list Prawa i Sprawiedliwości (jak w Gdańsku, gdzie rekomendowany przez Prawicę Rzeczypospolitej szef LOS był bliski uzyskania mandatu radnego miasta, czy też w Opolu) bądź z ramienia lokalnych komitetów (np. w Lęborku). W gminie Boruty-Pianki polityk LOS Marek Moczulski przegrał wybory na wójta, startując z ramienia Mazowieckiej Wspólnoty Samorządowej.

### Od 2015
W wyborach prezydenckich w 2015 LOS poparła kandydata PiS Andrzeja Dudę. W wyborach parlamentarnych LOS nie wzięła udziału.
W 2018 partia po raz pierwszy nie wzięła udziału w wyborach samorządowych. Nasiliło się też jej krytyczne stanowisko wobec rządzącego PiS i prezydenta Andrzeja Dudy. W 2019 ugrupowanie nie brało również udziału w wyborach zarówno europejskich, jak i parlamentarnych. Przewodniczący partii Wojciech Podjacki zdecydował się na start w wyborach prezydenckich w 2020, jednak nie zebrał wymaganej liczby podpisów, a po nieodbyciu się głosowania nie zgłosił komitetu w powtórzonych wyborach.
6 sierpnia 2023 LOS przemianowała się na Ruch Patriotyczny (partia RP, z list której LOS startowała w wyborach w 2005, nie istniała już od 2014). W wyborach parlamentarnych w tym samym roku ugrupowanie nie wzięło udziału, podobnie jak w wyborach w 2024 (samorządowych i europejskich).

## Program
Ruch Patriotyczny opowiada się za całościową reformą ustrojową Polski i uchwaleniem nowej Konstytucji, która miałaby wprowadzić w państwie prezydencki system władzy, zlikwidować Senat, zmienić ordynację wyborczą na większościową oraz ograniczyć do dwóch kadencji możliwość pełnienia funkcji publicznych z wyboru. Partia podkreśla konieczność wzmacniania współpracy Polski w ramach NATO, sprzeciwia się „dyktatowi Unii Europejskiej” i wprowadzeniu w Polsce waluty euro oraz uważa, że Polska powinna mieć niezależność energetyczną i żywnościową. Ponadto RP postuluje przywrócenie powszechnej służby wojskowej dla mężczyzn. Partia proponuje także wiele reform gospodarczych i socjalnych, m.in. powszechny dostęp do tanich mieszkań komunalnych na wynajem, „nieograniczony dostęp do opieki zdrowotnej” oraz preferencje dla Polaków w stosunku do cudzoziemców w kwestii zatrudnienia i rekrutacji na studia wyższe. Ruch Patriotyczny opowiada się także za niskimi podatkami, uproszczeniem prawa i procedur administracyjnych oraz preferencjami dla krajowych przedsiębiorstw.

## Struktura
Członkowie partii dzielą się na członków zwykłych oraz rzeczywistych. Członkowie rzeczywiści posiadają większe prawa (m.in. prawo do wybierania władz organizacji i pełnienia w nich funkcji), ale również większe obowiązki.
Najwyższą władzę w partii pełni Walny Zjazd zwoływany raz na 5 lat, a w okresach pomiędzy zjazdami przewodniczący partii, który stoi na czele Rady Politycznej.